# Schahr-e Rey
Schahr-e Rey (persisch شهر ری, DMG Šahr-e Rey, ‚Stadt Rey‘), kurz Rey, ist eine Industriestadt etwa 15 Kilometer südlich der iranischen Hauptstadt Teheran. Sie wird zum Teheraner Ballungsraum hinzugezählt und ist auch an die U-Bahn Teheran angebunden, bildet aber einen eigenen Distrikt der Provinz Teheran. Bis zu ihrer Zerstörung durch die Mongolen war Rey eine der wichtigsten Städte im nördlichen Iran. Die die Zugehörigkeit zu Rey anzeigende Nisba lautet Rāzī.

## Geschichte

### Antike Hauptstadt Irans
Rey, als Ort mit heute umstrittener Lokalisation bereits im Avesta als „Raga“ erwähnt, war die älteste Hauptstadt und „heiliges“ Zentrum Mediens, des ältesten iranischen Reiches, wurde jedoch im 8. Jahrhundert v. Chr. von Assyrern erobert und unterworfen. Den antiken Griechen und Römern war die Stadt als Rhagai bzw. Rhagä (Rhagae) oder Rhages (Rages) bekannt und auch in Tob 4,1  ist sie erwähnt. Neue Hauptstadt der Meder nach dem Sieg über die Assyrer wurde im 7. Jahrhundert Ekbatana (Hamadan). Entlang der Seidenstraße lag Rey am Kreuzungspunkt der Strecke von Ekbatana nach Herat sowie von Täbris nach Isfahan.
Im 6. Jahrhundert v. Chr. wurde die Stadt von den Persern unter Kyros II. bzw. Dareios I. zerstört. Nach der Niederlage gegen Alexander den Großen regierte der letzte Perserkönig Dareios III. noch einige Wochen von Rey aus über das Restreich. Von Alexanders Nachfolger Seleukos I. wurde Rey wiederaufgebaut und unter den Seleukiden zwischenzeitlich in Europos umbenannt, fiel aber im 3. Jahrhundert v. Chr. an die Parther (als Sommerresidenz der Arsakiden in Arsakia umbenannt) und im 3. Jahrhundert n. Chr. an das Sassanidenreich.
Mit dem Fall des Sassaniden-Reiches wurde auch Rey, das als Heimatstadt des revoltierenden Generals Bahram Tschobin von dessen Besieger Chosrau II. und einem bösen Gouverneur dem Zerfall überlassen worden sein soll, von den Arabern angegriffen. Reste einer Sassaniden-Festung aber sind in Rey noch ebenso erhalten wie das Grabmal Schahr-Banus, einer Tochter des letzten Sassaniden-Schahs Yazdegerd III., die als Ehefrau des al-Husain ibn ʿAlī die Mutter zahlreicher Sayyids geworden sein soll.

### Machtzentrum des persischen Iraks
Nach einem Erdbeben wurde die Stadt auf Befehl der Kalifen wiederaufgebaut und neubesiedelt, die muslimische Bevölkerung aber allmählich iranisiert. Der Abbasiden-Kalif Hārūn ar-Raschīd soll 765 in Rey geboren worden sein. Im Bürgerkrieg um das Kalifat schlug im Jahre 812 Hārūns persischer Sohn al-Ma'mūn vor den Toren der Stadt die Bagdader Truppen seines arabischen Halbbruders al-Amīn. Ende des 9. Jahrhunderts wirkte der berühmte Medizinforscher, Arzt und Philosoph Abu Bakr Mohammad Ibn Zakariya al-Razi in Rey. Die Stadt war schon früh eine Hochburg der Hanafiten. Im 9. Jahrhundert und in der ersten Hälfte des 10. Jahrhunderts hingen sie der Naddschārīya an, einer theologischen Lehrrichtung, die auf al-Husain an-Naddschār (gest. 815) zurückging und dogmatisch der Murdschi'a und der Muʿtazila nahestand.
Bereits 874 griff ein zaiditischer Imam aus Dailam Rey an. Im Jahre 932 eroberte dann der Buyide al-Hasan Rukn ad-Daula im Auftrag eines dailamitischen Söldnerführers die Stadt und machte sich selbstständig, seine Nachfolger förderten die Schia. Rey entwickelte sich zu einer blühenden Residenzstadt, in der solche Gelehrte wie der Schiit Ibn Baboye (gest. 991 in Rey), der muʿtazilitische Qādī ʿAbd al-Dschabbār ibn Ahmad (gest. 1044) und der Philosoph Avicenna wirkten.
1023 verdrängte Sultan Mahmud von Ghazni die Buyiden aus Rey. Die Niederlage der Ghaznawiden gegen die Seldschuken (1040) versuchte ein Sohn des letzten Buyiden in Rey zur Restauration seiner Dynastie zu nutzen, doch fiel die Stadt 1041/42 zunächst an den Seldschukenführer Ibrahim Inal und im Jahr darauf an dessen mächtigen Halbbruder Toghril-Beg (I.), welcher sie zu seiner neuen Residenz machte und hier auch verstarb. Bis ins 12. Jahrhundert blieb Rey blühende Residenzstadt unter seldschukischen Teilherrschern, Emiren und Sultanen. Bis zur Zeit des Abbasiden-Kalifen Al-Muqtafi († 1160) beherrschten diese indirekt auch die Metropole Bagdad.
Unter den Seldschuken blieb Rey weiter ein wichtiges Zentrum der Schia. Die Schia der Stadt setzte sich aus drei Gruppen zusammen: (1) der Zwölfer-Schia, die ihrerseits aus zwei Gruppen bestand, nämlich Usūlīya und Achbārīya; (2) den Zaiditen, die die zweitgrößte Gruppe bildeten und in Rey mehrere Schulen mit berühmten Gelehrten und großen Moscheen hatte; und (3) der Ismāʿīlīya, die erst in der zweiten Hälfte des 11. Jahrhunderts unter Führung des aus Rey stammenden Hasan-i Sabbāh († 1124) an Bedeutung gewann. Der seldschukische Gouverneur Abbas ließ um 1145 ein Massaker an den Ismailiten verüben. Dabei soll er Türme aus den Schädeln der Getöteten errichtet haben. 1186 wurden Teile der Stadt bei Kämpfen zwischen Sunniten und Schiiten zerstört.
Der letzte Sultan aus der Linie der Großseldschuken, Toghril III., residierte in Rey und erlag hier 1194 schließlich dem Choresm-Schah Ala ad-Din Tekisch.

### Teheran als Nachfolger
Im Jahr 1220 erhoben sich die Ismailiten erneut, der Choresm-Schah Muhammad II. ertränkte den Aufstand in einem weiteren Massaker. Von einer dritten Zerstörung durch die Mongolen, denen Rey 1221 erbittert Widerstand geleistet hatte, erholte sich die Stadt nicht mehr. Im Jahr 1400 dann kamen die Mongolen wieder, diesmal unter Timur. Gegen Schāh Ruch († 1447 in Rey), den Nachfolger des Mongolen Timur in Herat, erhob sich der Kurde Nurbasch zum Mahdi, ehe auch er 1464 in Rey verstarb.
Die Ruinen der Stadt verfielen, ihre Steine wurden von den Überlebenden im nahegelegenen Teheran verbaut, das faktisch die Nachfolge Rays als regionale Metropole des nichtarabischen Irak (Iran) antrat.
Doch erst 1796 wurde Teheran unter den Kadscharen auch Hauptstadt des geeinten Gesamtreiches, und noch Fath Ali Schah ließ sich in der Ruinenstadt Rey durch eingemeißelte Felsreliefs verherrlichen. Der Imamzadeh-Schrein des Sayyids Schah Abd al-Azim wurde 1906 schließlich zum Schauplatz der Konstitutionellen Revolution.
1888 wurde zwischen Rey und Teheran mit der Teheran-Abd-al-Azim-Eisenbahn Irans erste Eisenbahnstrecke geschaffen.

## Altes Testament
Rey wird als Rages im Buch Tobit des Alten Testaments mehrmals erwähnt (zum Beispiel Tob 5,5 ). Der Erzengel Raphael ist darin der Engel, der das Gebet von Tobias erhört (Tob 3,16 ), ihn auf seiner Reise von Ninive nach Rages begleitet, ihm in Ekbatana Sara als Ehefrau vermittelt (Tob 6,10–13 ) und Tobias’ Vater Tobit heilt.

## Söhne und Töchter der Stadt
- Bahram Tschobin 6. Jahrhundert, General
- Hārūn ar-Raschīd (763–809), Kalif
- Rhazes (864–924), Arzt, Naturwissenschaftler, Philosoph und Schriftsteller
- Javad Nekounam (* 1980), Fußballspieler
- Hamid Soryan Reihanpour (* 1985), Ringer, Olympiasieger 2012